# Inchaden
Inchaden (en àrab إنشادن, Inxādn; en amazic ⵉⵏⵛⴰⴷⵏ) és una comuna rural de la província de Chtouka-Aït Baha, a la regió de Souss-Massa, al Marroc. Segons el cens de 2014 tenia una població total de 28.806 persones.